# Santa Susanna (Katalónia)
Santa Susanna település Spanyolországban, Barcelona tartományban. Lakosainak száma 4023 fő (2024). Santa Susanna Tordera, Palafolls, Malgrat de Mar és Pineda de Mar községekkel határos.

## Megközelítése
A település Barcelona felől a Barcelona–Mataró–Maçanet-Massanes-vasútvonalon közelíthető meg a RENFE/Rodalies de Catalunya R1 elővárosi járataival.

## Népesség
A település népessége az elmúlt években az alábbi módon változott:
| Lakosok száma | 497  | 408  | 490  | 592  | 982  | 2681 | 3251 | 3293 | 3446 | 4023 |
|               | 1787 | 1900 | 1940 | 1965 | 1991 | 2004 | 2009 | 2014 | 2019 | 2024 |

## Testvértelepülések
- Konin
- Torda